# División Intermedia 1932
La División Intermedia 1932, fue la séptima edición de este torneo que constituía la segunda categoría en los torneos de Perú en esos años.
En el presente campeonato, se redujo la cantidad de equipos a 15. Los equipos estaban formados por las ligas de Lima, Rímac y Balnearios. La mayor parte de equipos del Callao de las distintas categorías pasaron a formar parte de la recién creada Liga Provincial de Foot Ball del Callao a excepción de unos pocos clubes (entre ellos Sport Boys). Se otorgó dos cupos directos para el ascenso a la división de honor. 
Los equipos Sucre F.C.  y Sport Boys, campeonaron y subcampeonaron respectivamente y ascendieron a la máxima división de la siguiente temporada. 
Mientras tanto, los equipos Obrero Chorrillos y Juventud Perú terminaron últimos en el campeonato. Por lo tanto, pasaron a jugar en la liguilla de promoción intermedia contra los mejores equipos de la Segunda División de Lima (tercera categoría) y salvar del descenso.

## Ascensos y descensos
| Posición      | Ascendido a Primera División 1932 |
| ------------- | --------------------------------- |
| 3º (Liguilla) | Sport Progreso                    |

| Posición | Descendido de Primera División 1931 |
| -------- | ----------------------------------- |
|          | No hubo                             |

| Posición        | Ascendido de Segunda Amateur 1931 |
| --------------- | --------------------------------- |
| 1º (Lig. norte) | Sport Boys                        |
| 1º (Lig. sur)   | Obrero Chorrillos                 |
|                 | Juventud Soledad                  |
|                 | Huáscar Barranco                  |
|                 | Juventud Chorrillos               |

| Posición | Descendido a Segunda Amateur 1932 |
| -------- | --------------------------------- |
|          | Jesús M. Salazar                  |
|          | José Olaya Chorrillos             |
|          | Unión F.B.C.                      |
|          | Atlético Lusitania                |

- Ciclista Lima Association había descendido de Primera División pero obtuvo su permanencia en la división de honor al desafiliarse Lawn Tennis de la Exposición.
- Telmo Carbajo, Unión Estrella, Jorge Chávez, Federico Fernandini y Porteño F.B.C., que debieron participar del torneo, pasaron a formar parte de la Liga Provincial de Foot Ball del Callao.

## Equipos participantes
- Sucre F.C. - Campeón de torneo
- Sport Boys- Subcampeón de torneo
- Sport Inca
- Juventud Chorrillos
- Unión Carbone
- Sportivo Uruguay
- Huáscar Barranco
- Unión Lazo
- Miguel Grau
- Juventud Soledad
- Intelectual Raymondi
- Unión Santa Catalina
- Alianza Cóndor
- Obrero Chorrillos- Promoción Intermedia
- Juventud Perú- Promoción Intermedia